# Stadio Norberto Tomaghello
Lo stadio Norberto Tomaghello (in spagnolo: Estadio Norberto Tomaghello) è un impianto sportivo della città argentina di Florencio Varela. Ha una capienza complessiva di 18.000 spettatori ed ospita le partite interne del Defensa y Justicia.

## Storia
Fu inaugurato il 26 febbraio 1978 con un incontro tra la squadra locale e la squadra riserve del Boca Juniors. La partita terminò con una vittoria degli Xeneises per 2-0.